# ArXiv.org
arXiv.org (произносится [архи́в], X читается как греческая буква «Хи») — электронный архив с открытым доступом для научных статей и препринтов по физике, математике, астрономии, информатике, биологии, электротехнике, статистике, финансовой математике и экономике.
Перед публикацией статьи не рецензируются, однако проходят первичную проверку модераторов.
Портал был создан физиком Полом Гинспаргом в 1991 году и был назван xxx.lanl.gov, где LANL являлось сокращением от Лос-Аламосской национальной лаборатории, в которой исследователь в то время работал. В 1998 году сайт был переименован в arXiv.org. Когда в 2001-м Гинспарг перешёл работать на факультет физики Корнеллского университета и перевёз серверы с собой, местная университетская библиотека взяла на себя обязательства по администрированию и финансированию arXiv.
Создание arXiv оказало существенное влияние на развитие движения за открытый доступ и формирование системы препринтов как основного способа обмена научными данными в таких областях, как астрономия, астрофизика, ядерная физика и физика элементарных частиц. В arXiv часто публикуются работы, оказывающие существенное влияние на развитие науки, — примером может служить решение проблемы Пуанкаре математиком Григорием Перельманом. По прообразу архива были созданы и другие онлайн-репозитории научных работ, включая SSRN, ChemRxiv, SocArXiv, PsyArXiv, bioRxiv.
Согласно данным портала, по состоянию на май 2022 года на сайт arXiv.org было загружено более двух миллионов работ.

## История

### Контекст
Примерно с середины XX века в научном сообществе появилась неформальная практика обмена препринтами — ещё не опубликованными отчётами об экспериментах или черновыми версиями статей. Главной причиной этому послужил слишком долгий процесс публикации в журналах, который мог достигать несколько лет с момента подачи работы. При этом в отдельных отраслях науки обмен результатами новейших исследований представлял для учёных критическую важность ввиду опасности дублирования данных, поэтому всё больше исследователей делились своими препринтами с коллегами одновременно с подачей статьи в журнал. Помимо этого, подобная система коммуникации позволяла закреплять первенство открытия — для этого научные работники отправляли результаты успешных экспериментов по почте в другие исследовательские центры, а также отдельно подписавшимся на рассылку учёным. Распространение препринтов позволяло получить комментарии от коллег перед отправкой на рецензию в журнал, а в некоторых случаях исследователи делились результатами экспериментов со статистически незначимыми результатами, которые всё равно представляли научную ценность.
В 1970—1980-е годы наибо́льшую роль в распространении препринтов сыграли учёные, работающие в области физики высоких энергий, — этому способствовало создание Европейской организации по ядерным исследованиям в 1954 году, а также характерные для этой отрасли большие массивы данных и скорость их создания. В 1967 году в Стэнфордском университете началась работа над созданием компьютерной базы данных, которая смогла бы обрабатывать неограниченное количество библиографических записей. Для тестирования был использован каталог препринтов, собираемый Национальной ускорительной лабораторией SLAC. На его основе была создана SPIRES (впоследствии переименованная в Stanford Public Information Retrieval System) — база данных работ в области физики высоких энергий, содержащая библиографические данные о получаемых лабораторией препринтах.
Сложившаяся система рассылки препринтов позволяла авторам предотвращать ненужное дублирование исследований и при этом продвигаться вверх по карьерной лестнице, поскольку распространяемые отчёты впоследствии публиковались в рецензируемых журналах. При этом бумажные препринты по-прежнему обладали рядом существенных недостатков, главным из которых было ограниченное распространение — только определённые научные учреждения были включены в рассылку, в то время как большинство учреждений в развивающихся странах были исключены из обмена. Одновременно с этим препринты по-прежнему не решали все споры о приоритете в открытиях.

### Создание
Период конца 1980-х годов характеризовался массовым распространением компьютеров и новых способов электронной коммуникации. На замену рассылки бумажных версий препринтов пришла новая система — аннотации отчётов посылались физикам по электронной почте, после чего исследователи искали интересующую их статью в базе данных SPIRES и самостоятельно запрашивали копию у авторов. Работы обычно высылались по почте, и могло пройти до нескольких месяцев прежде чем запрашиваемый препринт попадал в руки получателя. Для решения этой проблемы исследователи начали использовать систему компьютерной вёрстки TeX, позволяющую легко работать с математическими формулами и генерировать электронные документы, что привело к переходу от пересылки бумажных препринтов к распространению файлов по e-mail.
К 1990 году исследовательница в области теории струн Джоан Кон из Принстонского Института перспективных исследований начала распространять электронные препринты по физике через электронный список рассылок, насчитывавший около ста человек. Кон и другой физик из Лос-Аламосской национальной лаборатории в Нью-Мексико Пол Гинспарг вместе посещали семинар по теории струн в Центре теоретической физики Аспена летом 1991 года. Во время семинара Гинспарг услышал жалобы других коллег о быстрой заполняемости дискового хранилища из-за слишком большого количества присылаемых через рассылку препринтов (по 40—100 страниц) и понял необходимость централизации и систематизации системы обмена.
В этом же году Гинспарг создал репозиторий препринтов xxx.lanl.gov. Изначально сервис функционировал как электронная доска объявлений, рассчитанный на размещение примерно 100 заявок в год от исследователей, работающих в сфере физики элементарных частиц высоких энергий. Работы передавались по протоколу FTP. LANL являлось сокращением от Лос-Аламосской национальной лаборатории, в которой Гинспарг на тот момент работал. Только в течение первого полугодия с момента существования к серверу присоединилось более 400 пользователей.
Сервис появился как способ автоматизации уже существующих практик по обмену препринтами. Гинспарг написал программное обеспечение, позволяющее загружать работы на центральный сервер, осуществлять поиск и скачивать документы. Доступ к хранилищу выполнялся через электронную почту. Физики могли подавать собственные препринты или сканировать уже имеющиеся в системе файлы, а также читать аннотации к работам и впоследствии запрашивать полный текст. Также была внедрена возможность подписки на обновления в выбранных категориях, просмотр названий и аннотаций новых работ. Несмотря на то, что xxx.lanl.gov был изначально создан для организации ранее бессистемной и хаотичной системы распространения препринтов, вскоре портал стал основной площадкой для обмена мнениями и дискуссиями о текущих исследованиях в области физики. Согласно Гинспаргу, популярность сайта частично объяснялась отсутствием инициативы со стороны научных журналов по переходу к онлайн-форматам — xxx.lanl.gov появился задолго до первых сайтов академических изданий. С появлением всемирной паутины портал стал известен по URL-адресу xxx.lanl.gov. Создание подобной системы стало возможно благодаря распространению недорогих дисковых накопителей — чтобы хранить статью среднего размера, требовалось всего 50 килобайт пространства. Гигабайтный диск в то время вмещал около 20 000 статей, средняя стоимость хранения статьи составляла 10 центов.
Спустя полтора года после создания на портале зарегистрировалось 2000 пользователей. В феврале 1992 года были добавлены восемь других разделов физики: от экспериментальной ядерной физики до нелинейной динамики и материаловедения. Уже в 1993 году на хранилище было подписано больше 8000 человек, ежемесячное количество новых препринтов составляло 600. В 2003 году на портал был добавлен раздел биологии.
В 1997 году в результате совместного сотрудничества портала с Астрофизической информационной системы НАСА (ADS) был создан индекс электронных печатных изданий по астрофизике, делающий их доступными через службу рефератов ADS.
В конце 1998 года Гинспарг переименовал xxx.lanl.gov в arXiv — к этому моменту портал в общей сложности обработал около 500 000 заявок и рассматривался большинством учёных-физиков как основное место для обмена новейшими результатами исследований.
В 2001 году Гинспарг перешёл работать на факультет физики Корнеллского университета и перевёз серверы arXiv’а с собой, а в 2011 году он полностью передал права на администрирование arXiv’а университетской библиотеке. Исследователь остался в научно-консультативном совете, а также продолжил принимать участие в проектах по обработке данных и автоматизированному поиску для улучшения работы хранилища и консультировать по вопросам политики в отношении контента. В 2002 году за создание arXiv Гинспарг стал стипендиатом премии Макартура, получив в качестве награды грант в размере $500 000.

## Финансирование
До переезда в Корнеллский университет бремя администрирования портала лежало на плечах Лос-Аламосской национальной лаборатории. В 2001 году Библиотека Корнеллского университета взяла на себя расходы по содержанию хранилища и администрирование, чтобы Гинспарг мог больше времени уделять своим исследованиям — будучи физиком-теоретиком, он внёс существенный вклад в квантовую теорию поля, теорию струн, конформную теорию поля и квантовую гравитацию. Помимо своих исследований в области физики, Гинспарг работал с группой цифровых библиотек над усовершенствованием возможностей arXiv.
В 2021 году на постоянной основе портал поддерживали 123 университета, библиотеки, исследовательских лабораторий и фонда, каждый из которых вносит от $2300 до $4000 в год. По состоянию на 2012-й годовой бюджет библиотеки оценивался в $500 000. В 2014 году прогнозируемые годовые расходы на персонал и серверы составили $885 987 — менее $10 на обработку одной статьи. В 2016 году к 25-летней годовщине arXiv группа учёных и библиотекарей Корнеллского университета предприняла попытку привлечь от 2,5 до 3 миллионов долларов на модернизацию платформы. В 2021-м хранилище поддерживали 240 организаций из 30 стран. Главными спонсорами стали Фонд Саймонса, Allen Institute for AI и Google. Общий годовой бюджет на 2021-й составил $2 423 994, а источниками доходов arXiv являлись спонсорская поддержка, предоставляемая Корнеллским университетом на покрытие всех косвенных затрат (около 37 % от всех операционных затрат), Фонд Саймонса, а также отдельные пожертвования членских организаций и гранты от фондов и агентств.

## Статистика
Первая статья была загружена в arXiv 14 августа 1991 года. Спустя двадцать лет портал насчитывал около 700 тысяч статей, среднее количество публикуемых материалов составляло 75 000 в год, а ежегодное количество загрузок — около 1 млн. При этом количество пользователей достигало 400 000. Уже на декабрь 2014 года портал обработал более 10 млн запросов на скачивание. Спустя пять лет, в декабре 2019-го, arXiv насчитывал более 1,6 млн статей. Для сравнения, на других крупных репозиториях SSRN и RePEc числилось 770 000 и 800 000 соответственно. В 2021 году на портал было загружено более 181 тысячи работ, а общее количество загрузок составило 2,3 млрд.

## Программное обеспечение
Первоначально arXiv функционировал через интерфейс электронной почты, а в 1992 году был добавлен протокол передачи файлов по сети. В декабре 1993-го arXiv перешёл на веб-интерфейс, а уже спустя год основная коллекция arXiv’а была продублирована на зеркальных сайтах. В 2001 году код приложения arXiv состоял примерно из 30 000 строк Perl, которые работали в системе Linux с использованием других программ, включая TeX, Ghostscript, tar, gzip. Поддержанием деятельности портала и зеркальных сайтов, корректировкой аннотаций и переписыванием модульного кода Perl занималась команда из четырёх человек.
В 2012 году было создано приложение для iOS !ArXiv, предоставляющее доступ к репозиторию с мобильного устройства. Через приложение пользователи могут осуществлять поиск по каталогу через ключевые слова или фильтры по заголовкам, автору, аннотациям и цифровому идентификатору. Для смартфонов на системе Android существует приложение ArXiv Mobile.
В 2017 году arXiv запустил проект Next Generation (arXiv NG), в рамках которого была осуществлена модернизация технической инфраструктуры. Среди прочего, был осуществлён переход с Perl на микросервисы на Python (Flask). Весь исходный код arXiv NG был выложен в свободном доступе на GitHub по лицензии открытого и свободного программного обеспечения MIT.

## Модерация
Пользователи могут добавить препринты в arXiv до, одновременно или после публикации в научных журналах. Все работы модерируются администраторами, которые оценивают препринты на предмет их соответствия основным требованиям выбранной дисциплины. В отличие от научных журналов, для публикации на arXiv работы не рецензируются, однако все модераторы обладают высокой квалификацией и следуют принятым рекомендациям по приёму материалов. Выбором модераторов занимаются специально созданные консультативные комитеты, в которых состоят сотрудники библиотеки Корнеллского университета. С 2009 по 2019 год административной деятельностью портала руководила сотрудник библиотеки Ойя Ригер, которую сменила Элеонора Презани.
Подать работы на размещение в хранилище могут только авторы, имеющие академическую аффилиацию, — таким образом модераторы проверяют насколько публикуемые материалы имеют «рецензируемое качество» и удовлетворяют минимальным критериям для размещения в научном журнале. С января 2004 года было введено дополнительное правило, согласно которому все новые авторы перед публикацией должны быть одобрены уже зарегистрированными пользователями. Согласно Гинспаргу, подобная система позволяет гарантировать статус arXiv как платформы для общения профессиональных исследователей.
Система подачи работ полностью автоматизирована — алгоритм считывает не только материал, но и индексирует названия, имена авторов, аннотации. Поскольку все статьи arXiv’а разделены на категории и подкатегории, авторы могут самостоятельно указывать один или несколько перекрёстных разделов, к которым относится их работа. Во время модерации администратор рассматривает целесообразность размещения статьи в каждый предметный класс перекрёстного списка.

## Плагиат
В разные годы пользователи и модераторы платформы сталкивались с плагиатом в статьях. Так, в июне 2002 года с физиком-энергетиком Токийского технологического института Ясуши Ватанабе связался Рами Набулси — физик-математик без аффилиации. Набулси попросил Ватанабе разместить его научные статьи в arXiv — он не мог этого сделать самостоятельно из-за отсутствия аффилиации. Ватанабе впечатлили препринты Набулси и он согласился разместить в хранилище 22 статьи. Однако вскоре пользователи портала обнаружили, что статьи Набулси содержат плагиат. После этого препринты были удалены с сайта.
В 2007 году около 70 статей 15 авторов из четырёх университетов Турции были удалены с портала из-за обвинений в плагиате. Скандал начался в ноябре 2006 года, когда два аспиранта Салти и Октай Айдогду сдавали устные экзамены для получения степени доктора философии. По словам члена экзаменационной комиссии Озгюра Сариогла, несмотря на список обширных публикаций по гравитационной физике, оба аспиранта не смогли ответить на базовые вопросы по классической механике. По этой причине сотрудники кафедры начали анализировать список публикаций аспирантов и обнаружили плагиат десятков работ с arXiv. Впоследствии Пол Гинспарг начал собственное расследование и обнаружил 67 статей с плагиатом. Несмотря на то, что все финальные версии статей были удалены, варианты некоторых черновых статей сохранились на сайте. После инцидента портал ввёл встроенную систему антиплагиата, которая автоматически проверяет загруженные работы.

## Форматы
Предлагаемая для публикации статья должна быть подготовлена в одном из принимаемых arXiv форматах. Первое время после создания хранилища пользователей обязывали использовать TeX или LaTex для оформления публикации, поскольку обе программы позволяют создать высококачественный формат PDF и выводить сложные расчётные формулы. arXiv начал принимать статьи в PDF, сгенерированные через другие текстовые процессоры, такие как Microsoft Word. Графические вложения и расчёты могут быть поданы в нескольких форматах — PostScript для рисунков и сюжетов, JPEG для фотографических
изображений, PNG и GIF для не фотографических изображений.

## Интерфейс
Все коллекции arXiv имеют крупные подколлекции, каждой из которых присвоена соответствующая идентификационная категория. Так, в Физике имеются такие подколлекции как Астрофизика , Общая теория относительности и Квантовая космология, Ядерная теория и Квантовая физика. Выбранные подколлекции также включают соответствующие подклассы (Предметные классы). Существует возможность поиска или извлечения записей по одному или нескольким предметным классам.Для пользователей доступны подразделы «электронная печать», «авторы», «комментарии», «формат документа» и связанные ссылки — альтернативные платформы, где статьи могли быть также опубликованы. Недавно добавленные препринты распределены между двумя категориями — новые (добавлены в текущий день недели) или недавние (добавлены, обработаны и приняты в течение последних пяти рабочих дней).
Каждый новой работе автоматически присваивают стандартный буквенно-цифровой идентификатор. Изначально он состоял из кода конкретной подколлекции (например, astro-ph), за которым следовала косая черта (/) и семизначное число (например, 0003425). Первые две цифры номера означают последние две цифры года, в котором статья обработана (например, 17 для 2017 ), следующие две — месяц обработки заявки (03 — март), а оставшиеся составляют произвольные инвентарный номер, присвоенный каждой работе для отдельной подколлекции. Когда для работы доступен предметный класс, её аббревиатуру или код ставили после названия кода подколлекции и перед косой чертой (например, math.AT/9910001 или Physics.acc-ph / 9911027). C 2007 года arXiv стал присваивать всем новым работам идентификаторы следующего вида: arXiv:YYMM.number (arXiv:0706.0001). Изменения были необходимы из-за возросшей популярности портала — новая система увеличила возможное ежемесячное количество генерируемых идентификаторов с 999 до 9999. Также была удалена информация о предметной классификации, что позволило порталу корректировать отдельные статьи и классификации статей по мере необходимости. В январе 2015 года идентификатор изменили на пятизначный (arXiv:0706.00001). В феврале 2022 года всем новым статьям, отправленным в arXiv, в дополнении к постоянному идентификатору arXiv стали автоматически присваивать цифровой идентификатор объекта.
Внесение любых изменений приводит к созданию новой версии, при этом arXiv предоставляет доступ и к предыдущим, даже если текущая версия препринта помечена как «отозванная». Пользователи могут осуществлять поиск по каталогу как коллекции, так и подколлекции. Помимо этого, доступен поиск по временному показателю (Прошлый год , Все годы, 2000). На апрель 2021 года arXiv принимал работы по физике, математике, компьютерным наукам, биологической статистике, финансовой математике, статистике, электротехнике, экономике.
ArXiv не предоставляет библиометрическую информацию, такую как цитируемость, однако интегрирован со многими библиографическими базами данных — SPIRES, NASA ADS и Citebase. Так, SPIRES подсчитывает цитирование препринтов и перенаправляет исследователей на arXiv. Опрос работающих в этой сфере учёных показал, что почти 90 % физиков полагаются на SPIRES и arXiv как отправную точку для поиска нужной литературы.
После публикации работы на портале другие пользователи узнают о новой работе либо через систему оповещения по электронной почте (если они подписали на рассылку по теме коллекции или подколлекции), либо через обновление сайта. Автор также может отредактировать статью в ответ на полученные комментарии или обновить препринт после рецензирования и публикации в журнале. Некоторые издатели журналов разрешают подавать документы в виде номера документа arXiv — для доступа к ней рецензенты переходят по ссылке, ведущей на портал.

## Копирайт
Публикация в arXiv не требует передачи имущественных прав. Однако для распространения материалов через портал необходимо предоставить хранилищу лицензию на распространение статьи и подтвердить, что автор имеет право на предоставление этой лицензии. Для этого работа должна соответствовать одной из следующих лицензий Creative Commons:
- CC BY: Creative Commons Attribution — лицензия позволяет пользователям распространять, адаптировать и изменять материал на любом носителе и в любом формате, при указании авторства первоначальной работы. Лицензия разрешает коммерческое использование.
- CC BY-SA: Creative Commons Attribution-ShareAlike — лицензия позволяет пользователям распространять, адаптировать и развивать материал на любом носителе или в любом формате, при условии указания авторства первоначальной работы. Лицензия разрешает коммерческое использование. При этом полученный вторичным автором результат должен распространяться по идентичной лицензии.
- CC BY-NC-ND: Creative Commons Attribution-Noncommercial-NoDerivatives — лицензия разрешает вторичным пользователям копировать и распространять материал на любом носителе или формате только в неадаптированной форме, только для некоммерческих целей и только при условии указания авторства на имя создателя.
- Бессрочная неисключительная лицензия arXiv.org — лицензия дает arXiv ограниченные права на распространение статьи, а также ограничивает повторное использование любого типа другими организациями или частными лицами.
- CC Zero — позволяет авторам отказаться от имущественных прав и сделать свою работу общественным достоянием. CC0 позволяет вторичным пользователям распространять, адаптировать и развивать материал на любом носителе или в любом формате без каких-либо ограничений.

## Влияние

### Открытый доступ
Создание arXiv в 1991 году считается отправной точкой движения за открытый доступ, продвигающего бесплатный, оперативный, постоянный и полнотекстовый онлайн-доступ к научным публикациям. Благодаря arXiv практики открытого доступа в физике и астрономии стали нормой гораздо раньше других отраслей наук. В 2002 году была выпущена Будапештская инициатива открытого доступа, основанная на результатах проведённой Институтом открытого общества конференции. Инициатива предложила два основных пути достижения ОД — «золотой» и «зелёный». Пример arXiv, сделавший статьи до рецензирования и публикации в журналах такими же востребованными, как и опубликованные, лёг в пример «зелёного» пути или самоархивирования в открытых репозиториях. Согласно предложенной стратегии, одновременно с отправкой в журнал исследователи должны размещать свои работы в открытых онлайн-архивах. Таким образом статьи будут доступны общественности до или сразу после публикации в журнале. Многие исследователи и организации рассматривают лежащий в основе arXiv принцип самоархивирования наиболее эффективным и демократичным способом перехода к ОД, поскольку он не подразумевает резкого изменения традиционной модели издательского бизнеса. Авторы могут размещать статьи как в виде препринтов, так и уже опубликованных версий. Согласно исследованию 2012 года, пользователи гораздо чаще предпочитали «зелёный путь» (21,4 %) «золотому» (2,4 %) во всех научных дисциплинах, кроме биомедицины, потому что он не требовал от исследователей дополнительных затрат в виде платы за публикацию, как в случае с публикацией в журналах открытого доступа. Размещение препринтов в открытых репозиториях по типу arXiv обладает рядом достоинств по сравнению с другими форматами ОД, главным из которых является скорость публикации — статья становится общедоступной практически немедленно. При этом многие издательства налагают на авторов так называемое «эмбарго» — период, во время которого исследователям запрещено публиковать статьи в альтернативных источниках. Длительность ограничений чаще всего составляет до 12 месяцев, что значительно затрудняет внедрение «зелёного доступа».
В 2013 году Европейский исследовательский совет объявил о сотрудничестве с arXiv, сформировав международное партнёрство для поддержки репозитория. Несмотря на то, что сумма финансирования была больше символической и в разные годы составляла $1500—$3000, это событие сыграло важную роль в контексте поддержки принципов «зелёного пути» на национальном уровне.

### Наука
ArXiv помог сделать препринты основным способом обмена и хранения научных данных в таких областях, как астрономия, астрофизика, ядерная физика и физика элементарных частиц. Помимо этого, arXiv помог систематизировать существующую систему распространения препринтов и способствовал преодолению неравенства в доступе к научному знанию — исследователи из развивающихся стран имеют такой же доступ к исследовательским материалам, что и преподаватели из Лиги плюща. Согласно исследованию 2015 года, около 75 % работ физиков по теме конденсированного состояния депонируются в arXiv’е. Опрос профессорского состава Оклахомского университета показал, что 92 % преподавателей математики и 67 % физики использовали препринты arXiv для поддержки и распространения своих исследований.
Начиная с 2012 года в arXiv’е начали публиковать работы в сфере биологии. Одним из первых известных препринтов этой области стало микробиологическое исследование, оспаривающее публикации Science 2011 года. Исследование, размещённое в открытом доступе, опровергло возможность штамма бактерий Halomonas titanicae содержать мышьяк в своей ДНК.
В arXiv часто публикуются работы, оказывающие существенное влияние на развитие науки. Одним из самых громких случаев произошёл в 2002—2003 годах, когда математик Григорий Перельман опубликовал в arXiv’е три статьи, в которых доказал решение проблемы Пуанкаре — одной из семи задач тысячелетия, сформулированной в 1904 году французским математиком Анри Пуанкаре. В 2006 году решение Перельмана было официально признано верным, и журнал Science назвал доказательство научным «прорывом года». В 2010 году математику была присуждена Премия Задачи тысячелетия (Millennium Prize Problems) — для этого Математический институт Клэя впервые нарушил одно из основных правил номинации, согласно которому получение приза возможно только после публикации автором работы в рецензируемых журналах, поскольку в случае Перельмана публикация осталась формально набором препринтов на arXiv.org.

### Цитирование
В 2007 году исследователь Саутгемптонского университета Тим Броуди измерил временной промежуток между публикацией статей в arXiv и началом цитирования. Согласно полученным результатам, с каждым годом этот интервал всё больше уменьшался, что свидетельствует о том, что основанная на открытом доступе система публикаций позволяет сокращать цикл исследования и повышает эффективность распространения научного знания. Более поздние исследования показали, что в разделах по физике, математике, а также в астрономии и астрофизике версии arXiv цитируют быстрее, чем уже опубликованные в научных журналах статьи.
Анализ 2765 статей, опубликованных в четырёх математических журналах с 1997 по 2005 год, показывает, что депонированные в arXiv статьи в среднем получали на 35 % больше цитирований, чем не депонированные, с преимуществом около 1,1 цитирования на статью. При этом на предметном уровне препринты arXiv больше цитируются математиками.
Выделяют три основные причины для преимущества в цитировании депонированных в arXiv статей. Первой является так называемое «преимущество открытого доступа» — открытые статьи видят больше пользователей. Кроме того, существует возможная «предвзятость самоотбора» в выборке статей — исследователи публикуют в открытом доступе только свои лучшие работы. ArXiv также индексируется Google, и многими специальными поисковыми инструментами, такие как Scopus, OAIster, Web of Science, Citebase. Благодаря этому существует так называемое «преимущество arXiv»: размещённые на портале статьи появляются в приоритете в поисковых службах. Помимо этого, хранилище представляет ценный ресурс для исследователей и пользуется большой популярностью. Все эти факторы увеличивают доступность препринтов и влияние их авторов.

### Другие репозитории
Опыт и структура arXiv легли в основу других онлайн-репозиториев. В 1994 году было запущено SSRN — хранилище препринтов по социальным и гуманитарным наукам. В 2016 году Elsevier выкупил SSRN, где на тот момент было около 2 млн пользователей. Сделка вызвала неоднозначную общественную реакцию, поскольку исследователи опасались, что издательство ограничит доступ к препринтам и будет препятствовать распространению открытого доступа. В 2013 году был создан отдельный репозиторий для работ по биологии — bioRxiv. Спустя три года Американское химическое общество (ACS) объявило о создании архива препринтов по химии — ChemRxiv. В этом же году был запущен SocArXiv — онлайн сервис статей по социальным наукам, основанный социологом Филипом Коэном в партнёрстве с некоммерческим Центром открытой науки (Center for Open Science). Также в 2016 году были созданы архивы для исследователей в областях инженерии engrXiv и психологии PsyArXiv.
Крупнейшие научные издательства также участвуют в создании онлайн-репозиториев. Например, сервер In Review был создан при поддержке Springer Nature, а ChemRN спонсировал Elsevier. Ряд национальных серверов, таких как арабский Arabirxiv, французский сервер Frenxiv, индонезийский портал INArxiv, индийский Indiarxiv были созданы при поддержке Центра открытой науки.
С увеличением количества размещаемых в электронных архивах препринтов возникла потребность в разработке новых порталов, способных выполнять поиск по нескольким репозиториям одновременно. Созданный в 2002 году при финансировании Andrew W. Mellon Foundation и Open Archives Initiative портал OAIster позволяет осуществлять поиск по каталогу более чем 200 репозиториев. Это особенно помогало исследователям из развивающихся стран, чьи работы оказались включены во всемирные научные библиотеки.

## Критика
Отдельные исследователи отмечают, что, несмотря на свои преимущества, arXiv не является идеальной системой для распространения научных данных. Проблемой является отсутствие системы рецензирования — модераторы не оценивают загруженные материалы с точки зрения достоверности или научной значимости. Таким образом, подобные arXiv-репозитории являются только дополнением, а не замещением традиционных академических журналов.
В 2002 году креационист Роберт Джентри из Теннесси подал в суд на операторов сервера препринтов arXiv, утверждая, что они отклонили десять его работ из-за их религиозного содержания. Адвокат, представляющий Корнеллский университет в Итаке, заявил, что претензии не имеют оснований, и что университет имеет право выбирать, какой контент публиковать на сайте. До этого в 1960-х и 1970-х годах Джентри публиковал работы по ядерной геофизике в таких ведущих журналах, как Science и Nature. Впоследствии исследователь выдвинул альтернативную гипотезу Большого взрыва, которую он безуспешно пытался опубликовать в академических журналах. После неудачных попыток Джентри решил выставить свои работы в arXiv, однако модераторы arXiv удалили документы и отозвали его права на публикацию в 2001 году. Джентри подал иск о восстановлении доступа в августе 2002 года. В 2004 году иск был отклонён.
В 2009 году физик Филипп Гиббс создал viXra — альтернативный электронный архив для публикации работ, которые не прошли модерацию в arXiv. На сайте публикуются все работы, независимо от качества, количества или соответствия научным стандартам.
В 2016 году квантовый физик из Женевского университета Николас Гизин заявил, что модераторы arXiv ошибочно поместили в чёрный список работу двух его студентов — Тьяго Геррейро и Фернандо Монтейро, в которой они рассматривали теоретическую проблему падения человека в чёрную дыру. В ответ на жалобу Гизина модераторы портала заявили, что они имеют право на неразглашение причины, по которой было принято отрицательное решение. При этом жалоба Гизина вызвала волну критики портала со стороны других физиков, заявивших, что процесс модерации препринтов должен быть более прозрачным. Впоследствии работа Геррейро и Монтейро была опубликована в Physics Letters.